# Austriackie odznaczenia
| Baretka | Nazwa |
| ------- | --- |
|         | Krzyż Wielki Klasy Specjalnej Odznaki Honorowej za Zasługi dla Republiki Austrii (Sonderstufe des Großkreuzes des Ehrenzeichens für Verdienste um die Republik Österreich) |
|         | Krzyż Wielki I Klasy Odznaki Honorowej za ZdRA (Großkreuz 1. Klasse) |
|         | Krzyż Wielki II Klasy Odznaki Honorowej za ZdRA (Großkreuz 2. Klasse) |
|         | Krzyż Wielkiego Komandora I Klasy Odznaki Honorowej za ZdRA (Großkomturkreuz 1. Klasse)                                                                                    |
|         | Krzyż Wielkiego Komandora II Klasy Odznaki Honorowej za ZdRA (Großkomturkreuz 2. Klasse)                                                                                   |
|         | Krzyż Komandorski I Klasy Odznaki Honorowej za ZdRA (Komturkreuz 1. Klasse)                                                                                                |
|         | Krzyż Komandorski II Klasy Odznaki Honorowej za ZdRA (Komturkreuz 2. Klasse)                                                                                               |
|         | Krzyż Oficerski Odznaki Honorowej za ZdRA (Offizierskreuz) |
|         | Krzyż Kawalerski I Klasy Odznaki Honorowej za ZdRA (Ritterkreuz 1. Klasse)                                                                                                 |
|         | Krzyż Kawalerski I Klasy Odznaki Honorowej za ZdRA (Ritterkreuz 2. Klasse)                                                                                                 |
|         | Złota Odznaka ZdRA (Goldenes Verdienstzeichen) |
|         | Srebrna Odznaka ZdRA (Silbernes Verdienstzeichen) |
|         | Złoty Medal ZdRA (Geldene Medaille) |
|         | Srebrny Medal ZdRA (Silberne Medaille) |
|         | Brązowy Medal ZdRA (Bronzene Medaille) |
|         | Medal za Ratowanie Życia Odznaki Honorowej za ZdRA (Lebensrettermedaille)                                                                                                  |
|         | Odznaka Honorowa za Naukę i Sztukę (Ehrenzeichen für Wissenschaft und Kunst)                                                                                               |
|         | Odznaka Honorowa za Naukę i Sztukę – Krzyż Oficerski (Offizierskreuz für Wissenschaft und Kunst)                                                                           |
|         | Odznaka Honorowa za Naukę i Sztukę – Krzyż Kawalerski (Ritterkreuz für Wissenschaft und Kunst)                                                                             |
|         | Odznaka Honorowa za Zasługi dla Wyzwalania Austrii (Ehrenzeichen für Verdienste um die Befreiung Österreichs)                                                              |
|         | Odznaka Honorowa Ratownictwa Górniczego (Grubenwehrehrenzeichen) |
|         | Austriacki Medal Olimpijski (1964) (Österreichische Olympiamedaille (1964))                                                                                                |
|         | Austriacki Medal Olimpijski (1976) (Österreichische Olympiamedaille (1976))                                                                                                |
|         | Medal Uznania Wojskowego (Militär-Anerkennungsmedaille) |
|         | Medal Rannych I Klasy (Verwundetenmedaille 1. Klasse) |
|         | Medal Rannych II Klasy (Verwundetenmedaille 2. Klasse) |
|         | Medal Misji Austriackich Sił Zbrojnych za wojskową obronę narodową (Einsatzmedaille nach WG 2001 § 2, lit. a. (militärische Landesverteidigung))                           |
|         | Medal Misji Austriackich Sił Zbrojnych za misje zagraniczne (Einsatzmedaille nach WG 2001 § 2, lit. d. (Auslandseinsatz))                                                  |
|         | Medal Misji Austriackich Sił Zbrojnych za misje krajowe (Einsatzmedaille nach WG 2001 § 2, lit. b. (Inlandseinsatz))                                                       |
|         | Medal Misji Austriackich Sił Zbrojnych za katastrofy naturalne (Einsatzmedaille nach WG 2001 § 2, lit. c. (Katastropheneinsatz))                                           |
|         | Odznaka Służby Wojskowej I Klasy (Wehrdienstzeichen 1. Klasse) |
|         | Odznaka Służby Wojskowej II Klasy (Wehrdienstzeichen 2. Klasse) |
|         | Odznaka Służby Wojskowej III Klasy (Wehrdienstzeichen 3. Klasse) |
|         | Złoty Medal Służby Wojskowej (Wehrdienstmedaille in Gold) |
|         | Srebrny Medal Służby Wojskowej (Wehrdienstmedaille in Silber) |
|         | Brązowy Medal Służby Wojskowej (Wehrdienstmedaille in Bronze) |
|         | Medal Milicji (Milizmedaille) |